# Hyostomodes frontosa
Hyostomodes frontosa là một loài bướm đêm trong họ Geometridae.